# 全国理学療法士・作業療法士学校連絡協議会
全国理学療法士・作業療法士学校連絡協議会（ぜんこくりがくりょうほうし・さぎょうりょうほうしがっこうきょうぎかい）は、理学療法士作業療法士養成施設によって結成されている団体。略称は「全国理・作校協会」、「全国PT・OT学校連絡協議会」。

## 活動内容
理学療法士作業療法士養成施設間の相互の連絡、教育・研究の振興、その他本会の目的を達成するため必要な事項。

## 加盟校
- 理学療法士作業療法士養成施設を参照